# Біллі Найт (тенісист)
Біллі Найт (англ. Billy Knight; нар. 12 листопада 1935) — колишній британський тенісист.
Перемагав на турнірах Великого шолома в змішаному парному розряді.
Завершив кар'єру 1968 року.

## Фінали турнірів Великого шолома

### Мікст: 2 (1–1)
| Результат | Рік  | Турнір              | Покриття | Партнер      | Суперники               | Рахунок       |
| --------- | ---- | ------------------- | -------- | ------------ | ----------------------- | ------------- |
| Поразка   | 1957 | Чемпіонат Австралії | Трава    | Джилл Ленґлі | Фей Мюллер Мал Андерсон | 5–7, 6–3, 1–6 |
| Перемога  | 1959 | Чемпіонат Франції   | Ґрунт    | Йола Рамірес | Род Лейвер Рене Схюрман | 6–4, 6–4      |

## Титули на юніорських турнірах Великого шлему

### Одиночний розряд: 2
| Результат | Рік  | Турнір                                 | Покриття | Суперник           | Рахунок  |
| --------- | ---- | -------------------------------------- | -------- | ------------------ | -------- |
| Перемога  | 1953 | Вімблдонський турнір                   | Трава    | Раманатхан Крішнан | 7–5, 6–4 |
| Перемога  | 1954 | Відкритий чемпіонат Австралії з тенісу | Трава    | Рой Емерсон        | 6–3, 6–1 |